# 중화전신
중화전신(中華電信, NYSE: CHT)은 타이완의 가장 큰 통신사업자이다. 중화민국 교통부 산하의 통신총국이 전신으로 1996년 중화민국 정부의 통신자유화 정책에 따라 공사로 전환되어 공개 회사가 되었다. 국가 기간망 운영 및 이동통신 사업 등의 기존 사업과 함께 사물 인터넷, 인공지능 등의 신기술 도입에 따른 사업을 운영하고 있다.
중화전신은 "최고의 가치 달성과 가장 빠른 통신 제공"을 목적으로 "창조, 책임, 고객을 향한 신뢰"를 내세우고 있다.

## 역사
중화민국의 통신 업무는 교통부 전신총국의 관할로서 국가의 독점 사업이었다. 1980년대 이후 통신 자유화 정책이 논의되기 시작하였고 이에 따라 통신 업무의 민간 기업화 방안이 세워지게 되었다.
1996년 7월 1일 중화민국 입법원의 독회를 거쳐 《통신법》 수정안이 발의되었고 이에 따라 《교통부 전신총국 조직 조례》가 개정되어 《중화전신 주식유한회사 조례》를 신설하고 중화전신을 공개 회사로 전환하였다. 당시 초기 자본금은 964.77 억 대만 위안이었고 산하에 타인완북구통신분공사，타이완중구통신분공사, 타이완남구통신분공사, 원격 및 이동통신분공사, 국제전신분공사, 데이터통신분공사, 통신연구소 및 전신훈련소를 두었다.
설립 당시 중화전신은 교통부가 완전 지배하는 국영기업이었으나 이후 민영화를 염두에 두고 있었다. 설립 당시 마스코트로 "디안신바오바오"(電信寶寶, 전신보보)를 만들었다. 1997년，2세대 이동통신 사업자로 등록되어 GSM 방식의 900 MHz와 1,800 MHz 대역의 이동통신 서비스를 개시하였다.
2000년 10월 대만 증권거래소에 상장되어 등록코드 2412를 부여받았다. 상장 당시 정부 보유 지분 4.67 %가 매각되었다. 2002년 2월 3세대 이동통신 사업자로 지정되어 WCDMA 방식의 2,100 MHz 대역의 이동통신 서비스를 제공하였다. 2002년 12월 정부 지분 13.47 %가 매각되었다. 2003년 7월 뉴욕 증권거래소에 상장되어 등록 부호 "CHT"를 부여받았으며 지분의 11.5 %를 매각하였다. 2005년 8월 12일 정부 지분 13.47 % 를 매각하여 정부 지분율이 50% 이하로 떨어지게 되었고 이로서 중화전신은 민간 기업이 되었다. 2012년 1월 기준 교통부의 지분은 35 % 이었다.。
2007년，중화전신은 당시 이동통신 사업자였던 선나오 인터네셔널(Senao International, 神腦國際)를 인수하였다.
2013년 10월 30일，중화전신은 390.75 억 위안으로 900 MHz B2 채널과 1,800 MHz C2/C5 대역에서 LTE 서비스를 개시하였다. 2014년 5월 29일 4G LTE 서비스 개시 기자회견을 열었다.
2020년 6월 3.5 GHz 대역의 5G 서비스를 시작하였다.

## 서비스
중화전신은 타이완 섬 최대의 전기통신 서비스 제공업체이며 소득 면에서 아시아에서 가장 큰 기업 가운데 하나이다. 소득과 고객 측면에서 중화전신은 유선전화 서비스, 휴대전화 서비스, 광대역 접속 서비스, 인터넷 서비스 제공업체이다. 또, 이 기업은 정보 및 통신 기술 서비스를 고객에게 제공한다.

## 같이 보기
- 대만의 기업 목록
- 타이완 모바일
- FarEasTone